# 西富山站
西富山站 （日语：／ Nishi-Toyama eki */?）是隸屬於西日本旅客鐵道（JR西日本）高山本線的鐵路車站，座落於富山縣富山市，名義上也是日本貨物鐵道（JR貨物）的車站，但自從1996年起，JR貨物將本站改為臨時站起，至今再亦沒有任何任何貨運列車或以線外貨運站的形式繼續運作，而有關貨物搬運和存放的設備也早已撤去，由於JR貨物在約5公里外已另有富山貨物站，而同線道亦另有仍在營運中的速星站，因此現時狀況與廢站其實無異。
現時只提供普通客運列車服務。

## 車站結構

### 站房
木建單層站房1座，出入口及候車室位於站房右側，只於候車室中間放置了數張候車長櫈、在近正門旁邊設置了一部自動販賣機，以及於舊服務窗口旁放置了一部簡易式自動售票機；左側部份為原站務室，JR貨物受委託有職員駐及負責售票事宜，JR撤走後，車站變為無人化，服務窗口等亦己被木板圍封。至於站房外左側設有多個有蓋單車停泊區，站房右側建有1座洗手間。

### 月台配置
設有側式月台2座，通過開放式閘口後即為1號月台，亦可於月台末端（靠向婦中鵜坂一方）沿跨過路軌的平交道通往對面月台。2號月台最初為臨時月台，後來因應高山線區間車有所增加，而將使用2號月台常規化，可是此月台現時仍未達到無障礙化。反之1號月台因靠近站房，輪椅使用者通過閘口後可直接到達月台部份。
| 月台 | 路線      | 方向 | 目的地                   | 備註 |
| ---- | --------- | ---- | ------------------------ | ---- |
| 1    | ■高山本線 | 上行 | 速星、越中八尾、豬谷方向 |      |
| 2    | ■高山本線 | 下行 | 富山方向                 |      |

## 歷史
- 1927年9月1日：鐵道省日本國鐵飛越線富山～越中八尾開通，本站為中途站，開業[1][2][3]。
- 1934年10月25日：路線改編入高山本線內[4][5]。
- 1969年10月1日：修訂營業範圍，取消手提行李及小型貨物配送服務[6]。
- 1974年10月1日：修訂營業範圍，定義為旅客、行李及車內運送貨物提取服務車站[7]。
- 1981年11月20日：修訂營業範圍，定義為旅客、行李及貨物專用線列車內貨物提取服務車站[8]。
- 1984年2月1日：修訂營業範圍，取消行李提取服務，仍保留為旅客及貨物專用線列車內貨物提取服務車站[9]。
- 1987年4月1日：日本國鐵分割民營化，車站的營運由JR西日本及JR貨物繼承。
- 1996年3月16日：修訂營業範圍，貨運列車及貨物專用線列車內貨物提取服務臨時化[2]，無人化[10][11]。

## 利用人數
| 年度 | 1日平均上落人數 | 出處        |
| ---- | --------------- | ----------- |
| 1995 | 297             | [ 統計 1 ]  |
| 1996 | 258             | [ 統計 1 ]  |
| 1997 | 262             | [ 統計 1 ]  |
| 1998 | 264             | [ 統計 1 ]  |
| 1999 | 279             | [ 統計 1 ]  |
| 2000 | 296             | [ 統計 1 ]  |
| 2001 | 280             | [ 統計 1 ]  |
| 2002 | 261             | [ 統計 1 ]  |
| 2003 | 249             | [ 統計 1 ]  |
| 2004 | 269             | [ 統計 1 ]  |
| 2005 | 271             | [ 統計 1 ]  |
| 2006 | 277             | [ 統計 1 ]  |
| 2007 | 287             | [ 統計 1 ]  |
| 2008 | 300             | [ 統計 1 ]  |
| 2009 | 298             | [ 統計 1 ]  |
| 2010 | 326             | [ 統計 1 ]  |
| 2011 | 321             | [ 統計 1 ]  |
| 2012 | 345             | [ 統計 1 ]  |
| 2013 | 348             | [ 統計 2 ]  |
| 2014 | 342             | [ 統計 3 ]  |
| 2015 | 364             | [ 統計 4 ]  |
| 2016 | 353             | [ 統計 5 ]  |
| 2017 | 380             | [ 統計 6 ]  |
| 2018 | 381             | [ 統計 7 ]  |
| 2019 | 389             | [ 統計 8 ]  |
| 2020 | 318             | [ 統計 9 ]  |
| 2021 | 317             | [ 統計 10 ] |
| 2022 | 343             | [ 統計 11 ] |
| 2023 | 346             | [ 統計 12 ] |

## 相鄰車站
西日本旅客鐵道
■高山本線
■特急「飛驒」
通過
■普通列車
婦中鵜坂 － 西富山 － 富山

### 統計資料
1. ↑  富山縣統計年鑑，第10章，項目2。
2. ↑  富山縣統計年鑑 （页面存档备份，存于），第10章，項目10-2。
3. ↑  10運輸及び通信 （页面存档备份，存于），第11回 富山市統計書：第144頁。
4. ↑  10運輸及び通信 （页面存档备份，存于），第12回 富山市統計書：第144頁。
5. ↑  10運輸及び通信 （页面存档备份，存于），第13回 富山市統計書：第144頁。
6. ↑  10運輸及び通信 （页面存档备份，存于），第14回 富山市統計書：第144頁。
7. ↑  10運輸及び通信 （页面存档备份，存于），第15回 富山市統計書：第128頁。
8. ↑  10運輸及び通信 （页面存档备份，存于），第16回 富山市統計書：第128頁。
9. ↑  10運輸及び通信，第17回 富山市統計書：第126頁。
10. ↑  10運輸及び通信 （页面存档备份，存于），第18回 富山市統計書：第126頁。
11. ↑  10運輸及び通信，第19回 富山市統計書：第138頁。
12. ↑  10運輸及び通信 （页面存档备份，存于），第20回 富山市統計書：第138頁。

## 外部連結
- JR西日本西富山站公式網頁 （页面存档备份，存于）